# 美國刺客
是一部2017年美國動作驚悚片，由麥可·奎斯塔執導，改編自文斯·弗林的2010年同名小說。電影主演包括狄倫·歐布萊恩、米高·基頓、莎娜·拉森、希瓦·奈嘉和泰勒·基奇。該片定於2017年9月15日在美國上映。

## 劇情
故事敘述米基·拉普的女友因遭受恐怖襲擊而過世，使得米基陷入了極度哀傷。中央情报局副局長艾琳·甘迺迪指派了史丹·赫利來訓練米基成為CIA特工，以幫助他走出悲傷並追捕恐怖主義的肇事者。他們一起調查了一波對軍方和平民的隨機攻擊，便為此與致命的土耳其探員共同行動，以阻止神秘人在中東展開世界大戰的陰謀。

## 演員
- 狄倫·歐布萊恩 飾 米基·拉普（Mitch Rapp）
- 米高·基頓 飾 史丹·赫利（Stan Hurley）
- 莎娜·拉森（英语：Sanaa Lathan） 飾 副局長艾琳·甘迺迪（Deputy Director Irene Kennedy）
- 希瓦·奈嘉 飾 安妮卡（Annika）
- 泰勒·基奇 飾 「幽靈」（Ghost）
- 大衛·蘇歇 飾 史坦斯菲爾德（Stansfield）
- 史考特·艾金斯 飾 維克多（Victor）

## 製作

### 拍攝
正式拍攝於2016年9月至12月間陸續在倫敦、羅馬、法勒他、普吉府及伯明翰進行。

## 發行
2017年3月20日，《美國刺客》定於2017年9月15日在美國上映。

### 評價
爛番茄根據97條評論，該片持有37%的新鮮度，平均得分為4.7／10。Metacritic得分46，評價兩極。據CinemaScore的調查，觀眾的評價在A+至F間落於「B+」。

### 票房
在北美，《美國刺客》與《母親！》同天上映並競爭，分析師預估《美國刺客》於首週末能從3100間戲院中獲得1200萬至1400萬美元的票房。美國首週末票房收入為1480萬美元，位居當週票房排名第二。

## 外部連結
- 美國刺客的X（前Twitter）
- 互联网电影数据库（IMDb）上《美國刺客》的资料（英文）
- Box Office Mojo上《美國刺客》的資料（英文）
- 爛番茄上《美國刺客》的資料（英文）
- AllMovie上《美國刺客》的资料（英文）
- Metacritic上《美國刺客》的資料（英文）
- 開眼電影網上《美國刺客》的資料（繁體中文）
- 豆瓣电影上《美國刺客》的資料 （简体中文）
- 时光网上《美國刺客》的資料（简体中文）